# Juhani
Juhani ist ein männlicher Vorname.

## Herkunft und Bedeutung
Er ist eine finnische Form von Johannes und bedeutet wie dieser „der Herr ist gnädig“.

## Verbreitung
Der Name Juhani ist in erster Linie in Finnland verbreitet und dort sehr beliebt. Auch in Estland und Schweden ist er geläufig.

## Varianten
Die geläufigste Namensvariante ist Juhana, die dazugehörigen Kurzformen lauten Juha und Juho.
Weitere finnische Namensvarianten sind Juhan, Juhannes, Juppe und Jutukka, sowie die samischen Varianten Juhán und Juhu.
Auch Hannu, Janne, Jukka und Jussi gehen auf den Namen Johannes zurück.
Für weitere Namensvarianten: siehe Johannes#Varianten

## Namenstag
In Finnland wird der Namenstag am 24. Juni gefeiert.

## Namensträger

### Vorname
- Juhani Aaltonen (* 1935), finnischer Jazz-Saxophonist
- Juhani Aho (1861–1921), finnischer Schriftsteller
- Juhani Helo (1889–1966), finnischer Politiker
- Juhani Ojala (* 1989), finnischer Fußballspieler
- Juhani Pallasmaa (* 1936), finnischer Architekt
- Juhani Peltonen (* 1936), finnischer Fußballspieler
- Juhani Salmenkylä (1932–2022), finnischer Orientierungsläufer
- Juhani Suutarinen (* 1943), finnischer Biathlet
- Juhani Tyrväinen (* 1990), finnischer Eishockeyspieler

#### Zweiter Vorname
- Markku Juhani Peltola (1956–2007), finnischer Schauspieler
- Kari Juhani Sallinen (* 1959), finnischer Orientierungsläufer
- Janne Juhani Salmi (* 1969), finnischer Orientierungsläufer
- Esko-Juhani Tennilä (1947–2024), finnischer Politiker
- Riku Juhani Rajamaa (* ) finnischer Gitarrist

### Kunstfigur
- Juhani, einer der Brüder in Aleksis Kivis Roman Die Sieben Brüder

## Sonstiges
- (2487) Juhani, ein Asteroid des Hauptgürtels